# Dinamarca en la Copa Mundial de Fútbol de 2002
La selección de Dinamarca fue uno de los 32 equipos participantes en la Copa Mundial de Fútbol de 2002, torneo que se llevó a cabo del 31 de mayo al 30 de junio en Corea del Sur y Japón.
Dinamarca era un equipo de buena calidad, que venía en una gran alza, luego de clasificarse a cuartos de final en la Copa Mundial de Fútbol de 1998, lograr clasificarse a octavos no era un gran reto, a excepción de jugar con la campeona actual, Francia. Su reto sería Francia y Uruguay, la debutante Senegal podía no parecer un problema, Morten Olsen quería llevar a su conjunto a semifinal luego de ganar la Eurocopa de 1992.
En el primer partido, Dinamarca venció a Uruguay 2 a 1, con 2 goles de Jon Dahl Tomasson. Al saber que Francia había perdido con Senegal, eso les daba una ventaja a los daneses. En el segundo partido, Dinamarca empató 1 a 1 con Senegal, que mantuvo en la línea a los jugadores. Pero Bouba Diop y Jon Dahl Tomasson pudieron llegar a la portería. En el tercer partido, Dinamarca derrotó fácilmente a los galos 2 a 0, mientras que Senegal empató 3 a 3 con Uruguay, por ende, los daneses lograron ganar el Grupo A.
Para los octavos de final, su rival fue un cercano vecino, Inglaterra, quienes derrotaron a los daneses 3 a 0, concluyendo así su participación en el Mundial Asiático.

## Clasificación

### Tabla de posiciones
| Pos. | Selección         | Pts | PJ | PG | PE | PP | GF | GC | Dif |
| ---- | ----------------- | --- | -- | -- | -- | -- | -- | -- | --- |
| 1.   | Dinamarca         | 22  | 10 | 6  | 4  | 0  | 22 | 6  | 16  |
| 2.   | República Checa   | 20  | 10 | 6  | 2  | 2  | 20 | 8  | 12  |
| 3.   | Bulgaria          | 17  | 10 | 5  | 2  | 3  | 14 | 15 | −1  |
| 4.   | Islandia          | 13  | 10 | 4  | 1  | 5  | 14 | 20 | −6  |
| 5.   | Irlanda del Norte | 11  | 10 | 3  | 2  | 5  | 11 | 12 | −1  |
| 6.   | Malta             | 1   | 10 | 0  | 1  | 9  | 4  | 24 | −20 |

### Partidos
| Fecha                   | Lugar      | Jornada |                   | Resultado |                   |
| ----------------------- | ---------- | ------- | ----------------- | --------- | ----------------- |
| 2 de septiembre de 2000 | Reikiavik  | 1       | Islandia          | 1:2 (1:1) | Dinamarca         |
| 7 de octubre de 2000    | Belfast    | 2       | Irlanda del Norte | 1:1 (1:0) | Dinamarca         |
| 11 de octubre de 2000   | Copenhague | 3       | Dinamarca         | 1:1 (0:0) | Bulgaria          |
| 24 de marzo de 2001     | Ta' Qali   | 4       | Malta             | 0:5 (0:1) | Dinamarca         |
| 28 de marzo de 2001     | Praga      | 5       | República Checa   | 0:0       | Dinamarca         |
| 2 de junio de 2001      | Copenhague | 6       | Dinamarca         | 2:1 (1:1) | República Checa   |
| 6 de junio de 2001      | Copenhague | 7       | Dinamarca         | 2:1 (1:1) | Malta             |
| 1 de septiembre de 2001 | Copenhague | 8       | Dinamarca         | 1:1 (1:0) | Irlanda del Norte |
| 5 de septiembre de 2001 | Sofía      | 9       | Bulgaria          | 0:2 (0:0) | Dinamarca         |
| 6 de octubre de 2001    | Copenhague | 10      | Dinamarca         | 6:0 (4:0) | Islandia          |

## Preparación

### Partidos previos
Datos correspondientes al periodo entre la finalización de la Eurocopa 2000 y el inicio de la Copa Mundial de Fútbol de 2002
| Fecha                   | Lugar      | Competición |                |                           | Resultado |                             |              |
| ----------------------- | ---------- | ----------- | -------------- | ------------------------- | --------- | --------------------------- | ------------ |
| 16 de agosto de 2000    | Tórshavn   | Amistoso    | Islas Feroe    | Bandera de Islas Feroe    | 0:2 (0:0) | Bandera de Dinamarca        | Dinamarca    |
| 15 de noviembre de 2000 | Copenhague | Amistoso    | Dinamarca      | Bandera de Dinamarca      | 2:1 (0:0) | Bandera de Alemania         | Alemania     |
| 25 de abril de 2001     | Copenhague | Amistoso    | Dinamarca      | Bandera de Dinamarca      | 3:0 (0:0) | Bandera de Eslovenia        | Eslovenia    |
| 15 de agosto de 2001    | Nantes     | Amistoso    | Francia        | Bandera de Francia        | 1:0 (1:0) | Bandera de Dinamarca        | Dinamarca    |
| 10 de noviembre de 2001 | Copenhague | Amistoso    | Dinamarca      | Bandera de Dinamarca      | 1:1 (0:1) | Bandera de los Países Bajos | Países Bajos |
| 13 de febrero de 2002   | Riad       | Amistoso    | Arabia Saudita | Bandera de Arabia Saudita | 0:1 (0:1) | Bandera de Dinamarca        | Dinamarca    |
| 27 de marzo de 2002     | Dublín     | Amistoso    | Irlanda        | Bandera de Irlanda        | 3:0 (1:0) | Bandera de Dinamarca        | Dinamarca    |
| 17 de abril de 2002     | Copenhague | Amistoso    | Dinamarca      | Bandera de Dinamarca      | 3:1 (3:0) | Bandera de Israel           | Israel       |
| 17 de mayo de 2002      | Copenhague | Amistoso    | Dinamarca      | Bandera de Dinamarca      | 2:1 (1:0) | Bandera de Camerún          | Camerún      |
| 26 de mayo de 2002      | Wakayama   | Amistoso    | Dinamarca      | Bandera de Dinamarca      | 2:1 (1:0) | Bandera de Túnez            | Túnez        |

#### Islas Feroe vs. Dinamarca
| 16 de agosto de 2000 | Islas Feroe | 0:2 (0:0) | Dinamarca              | Tórsvøllur, Tórshavn                                            |                                                                 |
|                      |             | Reporte   | Sand 56' · Nielsen 59' | Asistencia: 6 478 espectadores Árbitro(s): Jon Eivind Skjervold | Asistencia: 6 478 espectadores Árbitro(s): Jon Eivind Skjervold |

| Uniformes | Uniformes |
| --------- | --------- |
|           |           |

#### Dinamarca vs. Alemania
| 15 de noviembre de 2000 | Dinamarca          | 2:1 (0:0) | Alemania   | Parken Stadion, Copenhague                                 |                                                            |
|                         | Rommedahl 56', 62' | Reporte   | Scholl 82' | Asistencia: 17 664 espectadores Árbitro(s): Fritz Stuchlik | Asistencia: 17 664 espectadores Árbitro(s): Fritz Stuchlik |

| Uniformes | Uniformes |
| --------- | --------- |
|           |           |

#### Dinamarca vs. Eslovenia
| 25 de abril de 2001 | Dinamarca                                     | 3:0 (0:0) | Eslovenia | Parken Stadion, Copenhague                               |                                                          |
|                     | Grønkjær 60' · Tomasson 70' (pen.) · Sand 80' | Reporte   |           | Asistencia: 32 526 espectadores Árbitro(s): Petteri Kari | Asistencia: 32 526 espectadores Árbitro(s): Petteri Kari |

| Uniformes | Uniformes |
| --------- | --------- |
|           |           |

#### Francia vs. Dinamarca
| 15 de agosto de 2001 | Francia   | 1:0 (0:0) | Dinamarca | Stade de la Beaujoire, Nantes                               |                                                             |
|                      | Pirès 13' | Reporte   |           | Asistencia: 36 548 espectadores Árbitro(s): Michael McCurry | Asistencia: 36 548 espectadores Árbitro(s): Michael McCurry |

| Uniformes | Uniformes |
| --------- | --------- |
|           |           |

#### Dinamarca vs. Países Bajos
| 10 de noviembre de 2001 | Dinamarca            | 1:1 (0:1) | Países Bajos           | Parken Stadion, Copenhague                                |                                                           |
|                         | Jørgensen 83' (pen.) | Reporte   | Hasselbaink 45' (pen.) | Asistencia: 20 354 espectadores Árbitro(s): Stuart Dougal | Asistencia: 20 354 espectadores Árbitro(s): Stuart Dougal |

| Uniformes | Uniformes |
| --------- | --------- |
|           |           |

#### Arabia Saudita vs. Dinamarca
| 13 de febrero de 2002 | Arabia Saudita | 0:1 (0:1) | Dinamarca | Ciudad Deportiva del Rey Fahd, Riad                                |                                                                    |
|                       |                | Reporte   | Sand 16'  | Asistencia: Sin datos sobre espectadores Árbitro(s): Qasim Shaaban | Asistencia: Sin datos sobre espectadores Árbitro(s): Qasim Shaaban |

| Uniformes | Uniformes |
| --------- | --------- |
|           |           |

#### Irlanda vs. Dinamarca
| 27 de marzo de 2002 | Irlanda                              | 3:0 (1:0) | Dinamarca | Lansdowne Road, Dublín                                            |                                                                   |
|                     | Harte 19' · Keane 54' · Morrison 90' | Reporte   |           | Asistencia: Sin datos sobre espectadores Árbitro(s): Brian Lawlor | Asistencia: Sin datos sobre espectadores Árbitro(s): Brian Lawlor |

| Uniformes | Uniformes |
| --------- | --------- |
|           |           |

#### Dinamarca vs. Israel
| 17 de abril de 2002 | Dinamarca                                 | 3:1 (3:0) | Israel           | Parken Stadion, Copenhague                                 |                                                            |
|                     | Heintze 4' · Tomasson 14' · Rommedahl 37' | Reporte   | Nimni 90' (pen.) | Asistencia: 9 528 espectadores Árbitro(s): Jack van Hulten | Asistencia: 9 528 espectadores Árbitro(s): Jack van Hulten |

| Uniformes | Uniformes |
| --------- | --------- |
|           |           |

#### Dinamarca vs. Camerún
| 17 de mayo de 2002 | Dinamarca                                | 2:1 (1:0) | Camerún    | Parken Stadion, Copenhague                                |                                                           |
|                    | Mettomo 20' (a.g.) · Tomasson 59' (pen.) | Reporte   | M'bami 74' | Asistencia: 34 571 espectadores Árbitro(s): Rune Pedersen | Asistencia: 34 571 espectadores Árbitro(s): Rune Pedersen |

| Uniformes | Uniformes |
| --------- | --------- |
|           |           |

#### Dinamarca vs. Túnez
| 26 de mayo de 2002 | Dinamarca               | 2:1 (1:0) | Túnez      | Kimiidera Park, Wakayama                                       |                                                                |
|                    | Grønkjær 17' · Sand 67' | Reporte   | Jaziri 62' | Asistencia: 19 800 espectadores Árbitro(s): Toshimitsu Yoshida | Asistencia: 19 800 espectadores Árbitro(s): Toshimitsu Yoshida |

| Uniformes | Uniformes |
| --------- | --------- |
|           |           |

## Uniforme

### Oficial

#### Manga corta
| Opción 1 | Opción 2 | Opción 3 | Opción 4 |

#### Manga larga
| Opción 1 | Opción 2 | Opción 3 | Opción 4 |

### Alternativo

#### Manga corta
| Opción 1 | Opción 2 | Opción 3 | Opción 4 |

#### Manga larga
| Opción 1 | Opción 2 | Opción 3 | Opción 4 |

### Portero

#### Manga corta
| Opción 1 | Opción 2 | Opción 3 | Opción 4 | Opción 5 |

#### Manga larga
| Opción 1 | Opción 2 | Opción 3 | Opción 4 | Opción 5 |

## Plantel

### Lista final
Datos correspondientes al día de inicio del torneo
| N.º |                        | Nombre              | Posición       | Edad    | PJ | G  | Equipo            |
| --- | ---------------------- | ------------------- | -------------- | ------- | -- | -- | ----------------- |
| 1   |                        | Thomas Sørensen     | Guardameta     | 25 años | 16 | 0  | Sunderland        |
| 16  |                        | Peter Kjær          | Guardameta     | 36 años | 4  | 0  | Aberdeen          |
| 22  |                        | Jesper Christiansen | Guardameta     | 24 años | 0  | 0  | Vejle             |
| 3   |                        | René Henriksen      | Defensa        | 32 años | 41 | 0  | Panathinaikos     |
| 4   |                        | Martin Laursen      | Defensa        | 24 años | 16 | 0  | Milan             |
| 5   |                        | Jan Heintze         | Defensa        | 38 años | 84 | 4  | PSV Eindhoven     |
| 6   |                        | Thomas Helveg       | Defensa        | 30 años | 68 | 2  | Milan             |
| 12  |                        | Niclas Jensen       | Defensa        | 27 años | 10 | 0  | Manchester City   |
| 13  |                        | Steven Lustü        | Defensa        | 31 años | 6  | 0  | Lyn               |
| 20  |                        | Kasper Bøgelund     | Defensa        | 21 años | 2  | 0  | PSV Eindhoven     |
| 2   |                        | Stig Tøfting        | Centrocampista | 32 años | 39 | 2  | Bolton Wanderers  |
| 7   |                        | Thomas Gravesen     | Centrocampista | 26 años | 23 | 2  | Everton           |
| 8   | Bandera de Groenlandia | Jesper Grønkjær     | Centrocampista | 24 años | 26 | 2  | Chelsea           |
| 10  |                        | Martin Jørgensen    | Centrocampista | 26 años | 32 | 4  | Udinese           |
| 14  |                        | Claus Jensen        | Centrocampista | 25 años | 13 | 1  | Charlton Athletic |
| 15  | Bandera de Francia     | Jan Michaelsen      | Centrocampista | 31 años | 14 | 1  | Panathinaikos     |
| 17  |                        | Christian Poulsen   | Centrocampista | 22 años | 5  | 0  | Copenhague        |
| 19  |                        | Dennis Rommedahl    | Centrocampista | 23 años | 20 | 6  | PSV Eindhoven     |
| 23  |                        | Brian Steen Nielsen | Centrocampista | 33 años | 70 | 4  | Malmö             |
| 9   |                        | Jon Dahl Tomasson   | Delantero      | 25 años | 38 | 15 | Feyenoord         |
| 11  |                        | Ebbe Sand           | Delantero      | 29 años | 46 | 19 | Schalke 04        |
| 18  |                        | Peter Løvenkrands   | Delantero      | 22 años | 4  | 0  | Rangers           |
| 21  |                        | Peter Madsen        | Delantero      | 24 años | 5  | 0  | Brøndby           |
|     |                        | Morten Olsen        | Entrenador     | 53 años |    |    |                   |

#### Jugadores por liga
| Liga                      | Jugadores aportados |
| ------------------------- | ------------------- |
| Premier League            | 5                   |
| Eredivisie                | 4                   |
| Serie A                   | 3                   |
| Superliga de Dinamarca    | 3                   |
| Alpha Ethniki             | 2                   |
| Premier League de Escocia | 2                   |
| Allsvenskan               | 1                   |
| Bundesliga                | 1                   |
| F. L. First Division      | 1                   |
| Tippeligaen               | 1                   |

## Participación
- Los horarios corresponden a la hora local de Corea del Sur y Japón (UTC+9).

### Partidos
| Fecha       | Lugar   | Instancia        |           |                      | Resultado |                       |            |
| ----------- | ------- | ---------------- | --------- | -------------------- | --------- | --------------------- | ---------- |
| 1 de junio  | Ulsan   | Fase de grupos   | Uruguay   | Bandera de Uruguay   | 1:2 (0:1) | Bandera de Dinamarca  | Dinamarca  |
| 6 de junio  | Daegu   | Fase de grupos   | Dinamarca | Bandera de Dinamarca | 1:1 (1:0) | Bandera de Senegal    | Senegal    |
| 11 de junio | Incheon | Fase de grupos   | Dinamarca | Bandera de Dinamarca | 2:0 (1:0) | Bandera de Francia    | Francia    |
| 15 de junio | Niigata | Octavos de final | Dinamarca | Bandera de Dinamarca | 0:3 (0:3) | Bandera de Inglaterra | Inglaterra |

### Fase de grupos - Grupo A
| Selección | Pts | PJ | PG | PE | PP | GF | GC | Dif |
| --------- | --- | -- | -- | -- | -- | -- | -- | --- |
| Dinamarca | 7   | 3  | 2  | 1  | 0  | 5  | 2  | 3   |
| Senegal   | 5   | 3  | 1  | 2  | 0  | 5  | 4  | 1   |
| Uruguay   | 2   | 3  | 0  | 2  | 1  | 4  | 5  | −1  |
| Francia   | 1   | 3  | 0  | 1  | 2  | 0  | 3  | −3  |

|  | Clasificados a los octavos de final. |

#### Uruguay vs. Dinamarca
| 1 de junio, 18:00 | Uruguay       | 1:2 (0:1) | Dinamarca         | Estadio Mundialista, Ulsan                                       |                                                                  |
|                   | Rodríguez 47' | Reporte   | Tomasson 45', 83' | Asistencia: 30 157 espectadores Árbitro(s): Saad Kamil Al-Fadhli | Asistencia: 30 157 espectadores Árbitro(s): Saad Kamil Al-Fadhli |

| 1          | Guardameta     | Fabián Carini   |     |
| 2          | Defensa        | Gustavo Méndez  |     |
| 4          | Defensa        | Paolo Montero   |     |
| 6          | Defensa        | Darío Rodríguez | 87' |
| 14         | Defensa        | Gonzalo Sorondo |     |
| 5          | Centrocampista | Pablo García    |     |
| 7          | Centrocampista | Gianni Guigou   |     |
| 8          | Centrocampista | Gustavo Varela  |     |
| 9          | Delantero      | Darío Silva     |     |
| 13         | Delantero      | Sebastián Abreu | 88' |
| 20         | Delantero      | Álvaro Recoba   | 80' |
| Entrenador | Entrenador     | Víctor Púa      |     |

| 1          | Guardameta     | Thomas Sørensen   |     |
| 3          | Defensa        | René Henriksen    |     |
| 4          | Defensa        | Martin Laursen    |     |
| 5          | Defensa        | Jan Heintze       | 58' |
| 6          | Defensa        | Thomas Helveg     |     |
| 2          | Centrocampista | Stig Tøfting      |     |
| 7          | Centrocampista | Thomas Gravesen   |     |
| 8          | Delantero      | Jesper Grønkjær   | 70' |
| 9          | Delantero      | Jon Dahl Tomasson |     |
| 11         | Delantero      | Ebbe Sand         | 89' |
| 19         | Delantero      | Dennis Rommedahl  |     |
| Entrenador | Entrenador     | Morten Olsen      |     |

| 17 | Delantero | Mario Regueiro      | 80' |
| 11 | Delantero | Federico Magallanes | 87' |
| 18 | Delantero | Richard Morales     | 88' |

| 12 | Defensa        | Niclas Jensen     | 58' |
| 10 | Delantero      | Martin Jørgensen  | 70' |
| 17 | Centrocampista | Christian Poulsen | 89' |

| Anotado | 47' | Darío Rodríguez | 1:1 |

| Anotado | 45' | Jon Dahl Tomasson | 0:1 |
| Anotado | 83' | Jon Dahl Tomasson | 1:2 |

| Amonestado | 25' | Gustavo Méndez |

| Amonestado | 34' | Jan Heintze    |
| Amonestado | 51' | Martin Laursen |

| Árbitro             | Saad Kamil Al-Fadhli |
| Árbitros asistentes | Awni Hassouneh       |
| Árbitros asistentes | Dramane Dante        |
| Cuarto árbitro      | Byron Moreno         |

| 1          | Guardameta     | Fabián Carini   |     |
| 2          | Defensa        | Gustavo Méndez  |     |
| 4          | Defensa        | Paolo Montero   |     |
| 6          | Defensa        | Darío Rodríguez | 87' |
| 14         | Defensa        | Gonzalo Sorondo |     |
| 5          | Centrocampista | Pablo García    |     |
| 7          | Centrocampista | Gianni Guigou   |     |
| 8          | Centrocampista | Gustavo Varela  |     |
| 9          | Delantero      | Darío Silva     |     |
| 13         | Delantero      | Sebastián Abreu | 88' |
| 20         | Delantero      | Álvaro Recoba   | 80' |
| Entrenador | Entrenador     | Víctor Púa      |     |

| 1          | Guardameta     | Thomas Sørensen   |     |
| 3          | Defensa        | René Henriksen    |     |
| 4          | Defensa        | Martin Laursen    |     |
| 5          | Defensa        | Jan Heintze       | 58' |
| 6          | Defensa        | Thomas Helveg     |     |
| 2          | Centrocampista | Stig Tøfting      |     |
| 7          | Centrocampista | Thomas Gravesen   |     |
| 8          | Delantero      | Jesper Grønkjær   | 70' |
| 9          | Delantero      | Jon Dahl Tomasson |     |
| 11         | Delantero      | Ebbe Sand         | 89' |
| 19         | Delantero      | Dennis Rommedahl  |     |
| Entrenador | Entrenador     | Morten Olsen      |     |

| 17 | Delantero | Mario Regueiro      | 80' |
| 11 | Delantero | Federico Magallanes | 87' |
| 18 | Delantero | Richard Morales     | 88' |

| 12 | Defensa        | Niclas Jensen     | 58' |
| 10 | Delantero      | Martin Jørgensen  | 70' |
| 17 | Centrocampista | Christian Poulsen | 89' |

| Anotado | 47' | Darío Rodríguez | 1:1 |

| Anotado | 45' | Jon Dahl Tomasson | 0:1 |
| Anotado | 83' | Jon Dahl Tomasson | 1:2 |

| Amonestado | 25' | Gustavo Méndez |

| Amonestado | 34' | Jan Heintze    |
| Amonestado | 51' | Martin Laursen |

| Árbitro             | Saad Kamil Al-Fadhli |
| Árbitros asistentes | Awni Hassouneh       |
| Árbitros asistentes | Dramane Dante        |
| Cuarto árbitro      | Byron Moreno         |

| Estadísticas      | Bandera de Uruguay | Bandera de Dinamarca |
| Tiros             | 7                  | 10                   |
| Tiros a puerta    | 4                  | 7                    |
| Faltas            | 13                 | 8                    |
| Saques de esquina | 8                  | 7                    |
| Penaltis          | 0                  | 0                    |
| Fueras de juego   | 1                  | 2                    |
| Posesión de balón | 48%                | 52%                  |

#### Dinamarca vs. Senegal
| 6 de junio de 2002, 15:30 | Dinamarca           | 1:1 (1:0) | Senegal  | Estadio Mundialista, Daegu                                |                                                           |
|                           | Tomasson 16' (pen.) | Reporte   | Diao 52' | Asistencia: 43 500 espectadores Árbitro(s): Carlos Batres | Asistencia: 43 500 espectadores Árbitro(s): Carlos Batres |

| 1          | Guardameta     | Thomas Sørensen   |     |
| 3          | Defensa        | René Henriksen    |     |
| 4          | Defensa        | Martin Laursen    |     |
| 5          | Defensa        | Jan Heintze       |     |
| 6          | Defensa        | Thomas Helveg     |     |
| 2          | Centrocampista | Stig Tøfting      |     |
| 7          | Centrocampista | Thomas Gravesen   | 62' |
| 8          | Delantero      | Jesper Grønkjær   |     |
| 9          | Delantero      | Jon Dahl Tomasson | 89' |
| 11         | Delantero      | Ebbe Sand         | 50' |
| 19         | Delantero      | Dennis Rommedahl  |     |
| Entrenador | Entrenador     | Morten Olsen      |     |

| 1          | Guardameta     | Tony Sylva       |     |
| 2          | Defensa        | Omar Daf         |     |
| 4          | Defensa        | Pape Malick Diop |     |
| 13         | Defensa        | Lamine Diatta    |     |
| 17         | Defensa        | Ferdinand Coly   |     |
| 3          | Centrocampista | Pape Sarr        | 46' |
| 10         | Centrocampista | Khalilou Fadiga  |     |
| 14         | Centrocampista | Moussa N'Diaye   | 46' |
| 15         | Centrocampista | Salif Diao       |     |
| 19         | Centrocampista | Papa Bouba Diop  |     |
| 11         | Delantero      | El Hadji Diouf   |     |
| Entrenador | Entrenador     | Bruno Metsu      |     |

| 10 | Delantero      | Martin Jørgensen  | 50' |
| 17 | Centrocampista | Christian Poulsen | 62' |
| 18 | Delantero      | Peter Løvenkrands | 89' |

| 7  | Delantero | Henri Camara      | 46'     |
| 9  | Delantero | Souleymane Camara | 46' 83' |
| 21 | Defensa   | Habib Beye        | 83'     |

| Anotado · Penal | 16' | Jon Dahl Tomasson | 1:0 |

| Anotado | 52' | Salif Diao | 1:1 |

| Amonestado | 7'  | Ebbe Sand         |
| Amonestado | 20' | Jon Dahl Tomasson |
| Amonestado | 82' | Thomas Helveg     |
| Amonestado | 84' | Christian Poulsen |

| Amonestado           | 10' | Khalilou Fadiga |
| Amonestado           | 62' | Salif Diao      |
| Otorgado · Expulsado | 80' | Salif Diao      |

| Árbitro             | Carlos Batres  |
| Árbitros asistentes | Ferenc Szekely |
| Árbitros asistentes | Visva Krishnan |
| Cuarto árbitro      | Kim Young-Joo  |

| 1          | Guardameta     | Thomas Sørensen   |     |
| 3          | Defensa        | René Henriksen    |     |
| 4          | Defensa        | Martin Laursen    |     |
| 5          | Defensa        | Jan Heintze       |     |
| 6          | Defensa        | Thomas Helveg     |     |
| 2          | Centrocampista | Stig Tøfting      |     |
| 7          | Centrocampista | Thomas Gravesen   | 62' |
| 8          | Delantero      | Jesper Grønkjær   |     |
| 9          | Delantero      | Jon Dahl Tomasson | 89' |
| 11         | Delantero      | Ebbe Sand         | 50' |
| 19         | Delantero      | Dennis Rommedahl  |     |
| Entrenador | Entrenador     | Morten Olsen      |     |

| 1          | Guardameta     | Tony Sylva       |     |
| 2          | Defensa        | Omar Daf         |     |
| 4          | Defensa        | Pape Malick Diop |     |
| 13         | Defensa        | Lamine Diatta    |     |
| 17         | Defensa        | Ferdinand Coly   |     |
| 3          | Centrocampista | Pape Sarr        | 46' |
| 10         | Centrocampista | Khalilou Fadiga  |     |
| 14         | Centrocampista | Moussa N'Diaye   | 46' |
| 15         | Centrocampista | Salif Diao       |     |
| 19         | Centrocampista | Papa Bouba Diop  |     |
| 11         | Delantero      | El Hadji Diouf   |     |
| Entrenador | Entrenador     | Bruno Metsu      |     |

| 10 | Delantero      | Martin Jørgensen  | 50' |
| 17 | Centrocampista | Christian Poulsen | 62' |
| 18 | Delantero      | Peter Løvenkrands | 89' |

| 7  | Delantero | Henri Camara      | 46'     |
| 9  | Delantero | Souleymane Camara | 46' 83' |
| 21 | Defensa   | Habib Beye        | 83'     |

| Anotado · Penal | 16' | Jon Dahl Tomasson | 1:0 |

| Anotado | 52' | Salif Diao | 1:1 |

| Amonestado | 7'  | Ebbe Sand         |
| Amonestado | 20' | Jon Dahl Tomasson |
| Amonestado | 82' | Thomas Helveg     |
| Amonestado | 84' | Christian Poulsen |

| Amonestado           | 10' | Khalilou Fadiga |
| Amonestado           | 62' | Salif Diao      |
| Otorgado · Expulsado | 80' | Salif Diao      |

| Árbitro             | Carlos Batres  |
| Árbitros asistentes | Ferenc Szekely |
| Árbitros asistentes | Visva Krishnan |
| Cuarto árbitro      | Kim Young-Joo  |

| Estadísticas      | Bandera de Dinamarca | Bandera de Senegal |
| Tiros             | 4                    | 13                 |
| Tiros a puerta    | 3                    | 7                  |
| Faltas            | 20                   | 15                 |
| Saques de esquina | 4                    | 8                  |
| Penaltis          | 1 (1)                | 0                  |
| Fueras de juego   | 3                    | 1                  |
| Posesión de balón | 53%                  | 47%                |

#### Dinamarca vs. Francia
| 11 de junio, 15:30 | Dinamarca                    | 2:0 (1:0) | Francia | Estadio Munhak, Incheon                                        |                                                                |
|                    | Rommedahl 22' · Tomasson 67' | Reporte   |         | Asistencia: 48 100 espectadores Árbitro(s): Vítor Melo Pereira | Asistencia: 48 100 espectadores Árbitro(s): Vítor Melo Pereira |

| 1          | Guardameta     | Thomas Sørensen   |     |
| 3          | Defensa        | René Henriksen    |     |
| 4          | Defensa        | Martin Laursen    |     |
| 6          | Defensa        | Thomas Helveg     |     |
| 12         | Defensa        | Niclas Jensen     |     |
| 2          | Centrocampista | Stig Tøfting      | 79' |
| 7          | Centrocampista | Thomas Gravesen   |     |
| 17         | Centrocampista | Christian Poulsen | 76' |
| 9          | Delantero      | Jon Dahl Tomasson |     |
| 10         | Delantero      | Martin Jørgensen  | 46' |
| 19         | Delantero      | Dennis Rommedahl  |     |
| Entrenador | Entrenador     | Morten Olsen      |     |

| 16         | Guardameta     | Fabien Barthez     |     |
| 2          | Defensa        | Vincent Candela    |     |
| 3          | Defensa        | Bixente Lizarazu   |     |
| 8          | Defensa        | Marcel Desailly    |     |
| 15         | Defensa        | Lilian Thuram      |     |
| 4          | Centrocampista | Patrick Vieira     | 71' |
| 7          | Centrocampista | Claude Makélélé    |     |
| 10         | Centrocampista | Zinedine Zidane    |     |
| 11         | Delantero      | Sylvain Wiltord    | 83' |
| 20         | Delantero      | David Trezeguet    |     |
| 21         | Delantero      | Christophe Dugarry | 54' |
| Entrenador | Entrenador     | Roger Lemerre      |     |

| 8  | Delantero      | Jesper Grønkjær     | 46' |
| 20 | Defensa        | Kasper Bøgelund     | 76' |
| 23 | Centrocampista | Brian Steen Nielsen | 79' |

| 9  | Delantero      | Djibril Cissé   | 54' |
| 22 | Centrocampista | Johan Micoud    | 71' |
| 6  | Centrocampista | Youri Djorkaeff | 83' |

| Anotado | 22' | Dennis Rommedahl  | 1:0 |
| Anotado | 67' | Jon Dahl Tomasson | 2:0 |

| Amonestado | 27' | Christian Poulsen |
| Amonestado | 71' | Niclas Jensen     |

| Amonestado | 8' | Christophe Dugarry |

| Árbitro             | Vítor Melo Pereira |
| Árbitros asistentes | Carlos Matos       |
| Árbitros asistentes | Elise Doriri       |
| Cuarto árbitro      | Ľuboš Micheľ       |

| 1          | Guardameta     | Thomas Sørensen   |     |
| 3          | Defensa        | René Henriksen    |     |
| 4          | Defensa        | Martin Laursen    |     |
| 6          | Defensa        | Thomas Helveg     |     |
| 12         | Defensa        | Niclas Jensen     |     |
| 2          | Centrocampista | Stig Tøfting      | 79' |
| 7          | Centrocampista | Thomas Gravesen   |     |
| 17         | Centrocampista | Christian Poulsen | 76' |
| 9          | Delantero      | Jon Dahl Tomasson |     |
| 10         | Delantero      | Martin Jørgensen  | 46' |
| 19         | Delantero      | Dennis Rommedahl  |     |
| Entrenador | Entrenador     | Morten Olsen      |     |

| 16         | Guardameta     | Fabien Barthez     |     |
| 2          | Defensa        | Vincent Candela    |     |
| 3          | Defensa        | Bixente Lizarazu   |     |
| 8          | Defensa        | Marcel Desailly    |     |
| 15         | Defensa        | Lilian Thuram      |     |
| 4          | Centrocampista | Patrick Vieira     | 71' |
| 7          | Centrocampista | Claude Makélélé    |     |
| 10         | Centrocampista | Zinedine Zidane    |     |
| 11         | Delantero      | Sylvain Wiltord    | 83' |
| 20         | Delantero      | David Trezeguet    |     |
| 21         | Delantero      | Christophe Dugarry | 54' |
| Entrenador | Entrenador     | Roger Lemerre      |     |

| 8  | Delantero      | Jesper Grønkjær     | 46' |
| 20 | Defensa        | Kasper Bøgelund     | 76' |
| 23 | Centrocampista | Brian Steen Nielsen | 79' |

| 9  | Delantero      | Djibril Cissé   | 54' |
| 22 | Centrocampista | Johan Micoud    | 71' |
| 6  | Centrocampista | Youri Djorkaeff | 83' |

| Anotado | 22' | Dennis Rommedahl  | 1:0 |
| Anotado | 67' | Jon Dahl Tomasson | 2:0 |

| Amonestado | 27' | Christian Poulsen |
| Amonestado | 71' | Niclas Jensen     |

| Amonestado | 8' | Christophe Dugarry |

| Árbitro             | Vítor Melo Pereira |
| Árbitros asistentes | Carlos Matos       |
| Árbitros asistentes | Elise Doriri       |
| Cuarto árbitro      | Ľuboš Micheľ       |

| Estadísticas      | Bandera de Dinamarca | Bandera de Francia |
| Tiros             | 5                    | 11                 |
| Tiros a puerta    | 2                    | 8                  |
| Faltas            | 19                   | 14                 |
| Saques de esquina | 0                    | 6                  |
| Penaltis          | 0                    | 0                  |
| Fueras de juego   | 2                    | 3                  |
| Posesión de balón | 44%                  | 56%                |

### Octavos de final

#### Dinamarca vs. Inglaterra
| 15 de junio, 20:30 | Dinamarca | 0:3 (0:3) | Inglaterra                           | Estadio del Gran Cisne, Niigata                         |                                                         |
|                    |           | Reporte   | Ferdinand 5' · Owen 22' · Heskey 44' | Asistencia: 40 582 espectadores Árbitro(s): Markus Merk | Asistencia: 40 582 espectadores Árbitro(s): Markus Merk |

| 1          | Guardameta     | Thomas Sørensen   |     |
| 3          | Defensa        | René Henriksen    |     |
| 4          | Defensa        | Martin Laursen    |     |
| 6          | Defensa        | Thomas Helveg     | 7'  |
| 12         | Defensa        | Niclas Jensen     |     |
| 2          | Centrocampista | Stig Tøfting      | 58' |
| 7          | Centrocampista | Thomas Gravesen   |     |
| 8          | Delantero      | Jesper Grønkjær   |     |
| 9          | Delantero      | Jon Dahl Tomasson |     |
| 11         | Delantero      | Ebbe Sand         |     |
| 19         | Delantero      | Dennis Rommedahl  |     |
| Entrenador | Entrenador     | Morten Olsen      |     |

| 1          | Guardameta     | David Seaman        |     |
| 2          | Defensa        | Danny Mills         |     |
| 3          | Defensa        | Ashley Cole         |     |
| 5          | Defensa        | Rio Ferdinand       |     |
| 6          | Defensa        | Sol Campbell        |     |
| 4          | Centrocampista | Trevor Sinclair     |     |
| 7          | Centrocampista | David Beckham       |     |
| 8          | Centrocampista | Paul Scholes        | 49' |
| 21         | Centrocampista | Nicky Butt          |     |
| 10         | Delantero      | Michael Owen        | 46' |
| 11         | Delantero      | Emile Heskey        | 69' |
| Entrenador | Entrenador     | Sven-Göran Eriksson |     |

| 20 | Defensa        | Kasper Bøgelund | 7'  |
| 14 | Centrocampista | Claus Jensen    | 58' |

| 9  | Delantero      | Robbie Fowler    | 46' |
| 23 | Centrocampista | Kieron Dyer      | 49' |
| 17 | Delantero      | Teddy Sheringham | 69' |

| Anotado | 5'  | Rio Ferdinand | 1:0 |
| Anotado | 22' | Michael Owen  | 2:0 |
| Anotado | 44' | Emile Heskey  | 3:0 |

| Amonestado | 24' | Stig Tøfting |

| Amonestado | 50' | Danny Mills |

| Árbitro             | Markus Merk   |
| Árbitros asistentes | Heiner Müller |
| Árbitros asistentes | Evzen Amler   |
| Cuarto árbitro      | Mourad Daami  |

| 1          | Guardameta     | Thomas Sørensen   |     |
| 3          | Defensa        | René Henriksen    |     |
| 4          | Defensa        | Martin Laursen    |     |
| 6          | Defensa        | Thomas Helveg     | 7'  |
| 12         | Defensa        | Niclas Jensen     |     |
| 2          | Centrocampista | Stig Tøfting      | 58' |
| 7          | Centrocampista | Thomas Gravesen   |     |
| 8          | Delantero      | Jesper Grønkjær   |     |
| 9          | Delantero      | Jon Dahl Tomasson |     |
| 11         | Delantero      | Ebbe Sand         |     |
| 19         | Delantero      | Dennis Rommedahl  |     |
| Entrenador | Entrenador     | Morten Olsen      |     |

| 1          | Guardameta     | David Seaman        |     |
| 2          | Defensa        | Danny Mills         |     |
| 3          | Defensa        | Ashley Cole         |     |
| 5          | Defensa        | Rio Ferdinand       |     |
| 6          | Defensa        | Sol Campbell        |     |
| 4          | Centrocampista | Trevor Sinclair     |     |
| 7          | Centrocampista | David Beckham       |     |
| 8          | Centrocampista | Paul Scholes        | 49' |
| 21         | Centrocampista | Nicky Butt          |     |
| 10         | Delantero      | Michael Owen        | 46' |
| 11         | Delantero      | Emile Heskey        | 69' |
| Entrenador | Entrenador     | Sven-Göran Eriksson |     |

| 20 | Defensa        | Kasper Bøgelund | 7'  |
| 14 | Centrocampista | Claus Jensen    | 58' |

| 9  | Delantero      | Robbie Fowler    | 46' |
| 23 | Centrocampista | Kieron Dyer      | 49' |
| 17 | Delantero      | Teddy Sheringham | 69' |

| Anotado | 5'  | Rio Ferdinand | 1:0 |
| Anotado | 22' | Michael Owen  | 2:0 |
| Anotado | 44' | Emile Heskey  | 3:0 |

| Amonestado | 24' | Stig Tøfting |

| Amonestado | 50' | Danny Mills |

| Árbitro             | Markus Merk   |
| Árbitros asistentes | Heiner Müller |
| Árbitros asistentes | Evzen Amler   |
| Cuarto árbitro      | Mourad Daami  |

| Estadísticas      | Bandera de Dinamarca | Bandera de Inglaterra |
| Tiros             | 10                   | 8                     |
| Tiros a puerta    | 3                    | 7                     |
| Faltas            | 19                   | 14                    |
| Saques de esquina | 8                    | 3                     |
| Penaltis          | 0                    | 0                     |
| Fueras de juego   | 2                    | 3                     |
| Posesión de balón | 63%                  | 37%                   |

## Estadísticas

### Goleadores
Con cuatro goles en total, Jon Dahl Tomasson fue el máximo goleador del equip danés y cuarto máximo goleador del torneo. Siendo superado únicamente por Ronaldo, Miroslav Klose y Rivaldo.
| #     | Jugador           | Anotado | PJ | Prom. | Jugada | Cabeza | Tiro libre | Penal |
| ----- | ----------------- | ------- | -- | ----- | ------ | ------ | ---------- | ----- |
| 1     | Jon Dahl Tomasson | 4       | 4  | 1     | 2      | 1      | 0          | 1     |
| 2     | Dennis Rommedahl  | 1       | 4  | 0.25  | 1      | 0      | 0          | 0     |
| Total | Total             | 5       | 4  | 1.25  | 3      | 1      | 0          | 1     |

### Asistencias
Con dos asistencias en total, Jesper Grønkjær fue el máximo asistidor del equipo danés.
| #     | Jugador          | Asistencia | Jugada | Cabeza | Tiro libre | Saque de esquina |
| ----- | ---------------- | ---------- | ------ | ------ | ---------- | ---------------- |
| 1     | Jesper Grønkjær  | 2          | 2      | 0      | 0          | 0                |
| 2     | Martin Jørgensen | 1          | 1      | 0      | 0          | 0                |
|       | Stig Tøfting     | 1          | 1      | 0      | 0          | 0                |
| Total | Total            | 4          | 4      | 0      | 0          | 0                |